# Karmijnrood netwatje
Het karmijnrood netwatje (Arcyria denudata) is een slijmzwam uit de familie Trichiidae. Het groeit in groepjes. Het leeft saprotroof op dood (bemest) loofhout van takken, struiken en bomen. De soort werd wetenschappelijk beschreven door L., maar in 1886 in het geslacht Arcyria heringedeeld.

## Kenmerken

### Uiterlijke kenmerken
De sporangia zijn gesteeld en staan verspreid en hebben een hoogte tot 2 tot 6 mm. Het vruchtlichaam is eivormig of kort cilindrisch. De kleur is scharlaken, wijn- of karmijnrood tot roodbruin. De diameter is 0,5 mm en de hoogte 1 tot 3 mm. De steel is dun, gestreept en heeft een rood bruine kleur en het plasmodium is wit.

### Microscopische kenmerken
De sporen zijn rood of roodbruin in bulk, kleurloos door doorvallend licht en hebben een diameter van 6 tot 8 µm. De sporen zijn geornamenteerd met enkele verspreide wratten. Het capillitium bestaat uit een netwerk van draden met een diameter van 3 tot 4 µm en gemarkeerd met tandwielen en halve ringen.

## Verspreiding
Het karmijnrood netwatje heeft een kosmopolitisch verspreidingsgebied. Het komt in Nederland zeer algemeen voor.

## Foto's

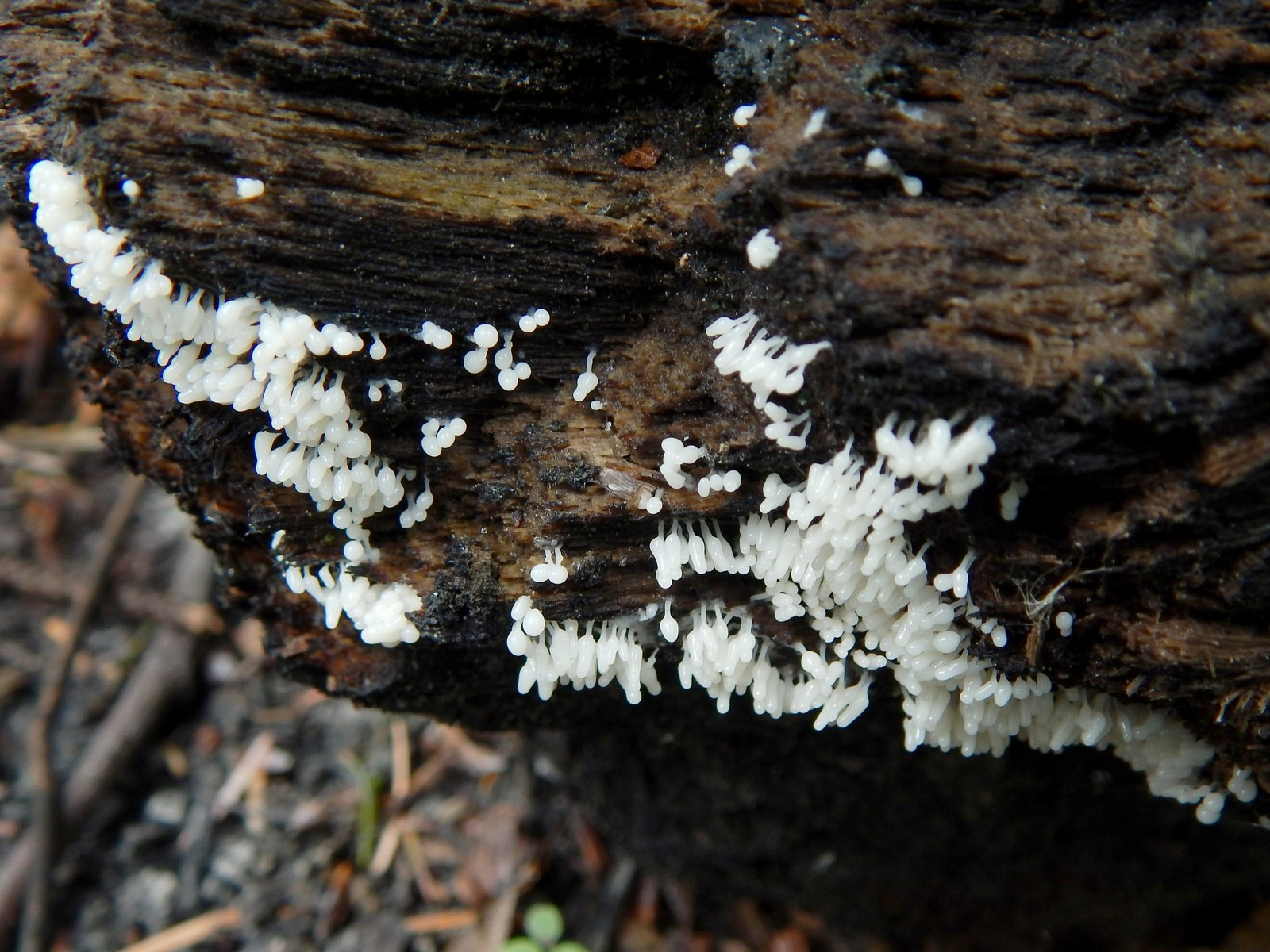
Plasmodium
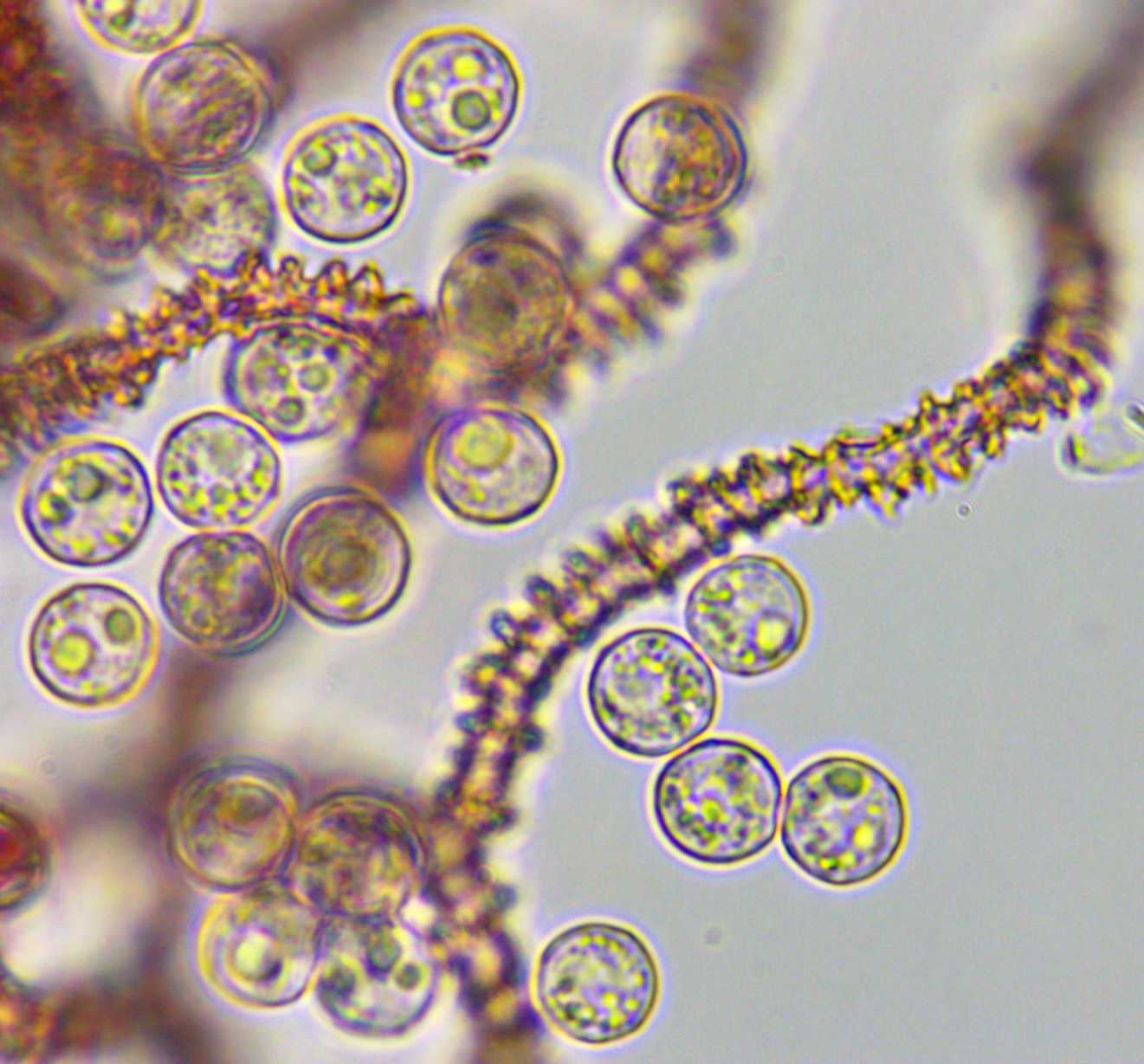
Sporen en capillitia
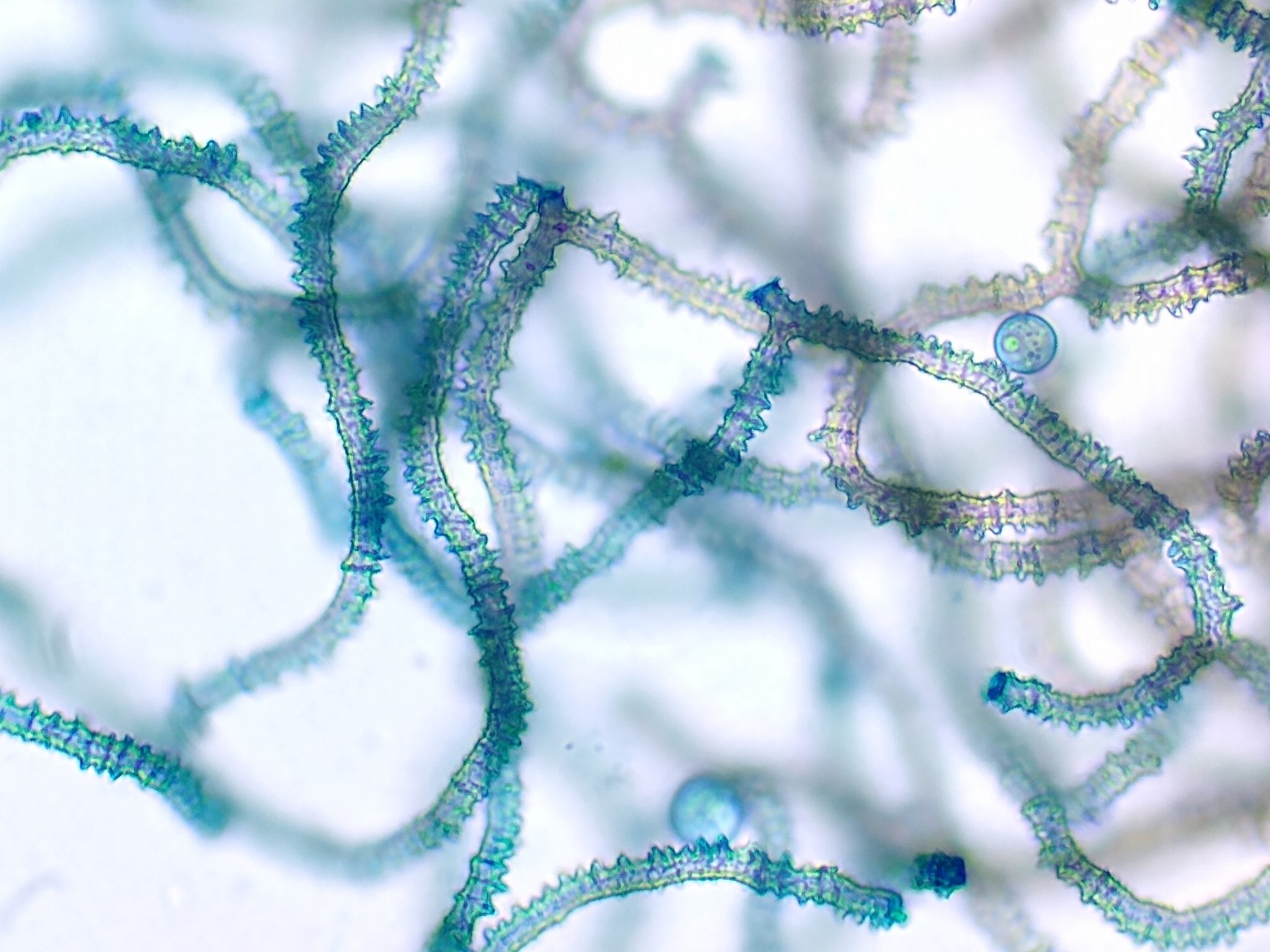
Sporen en capillitia
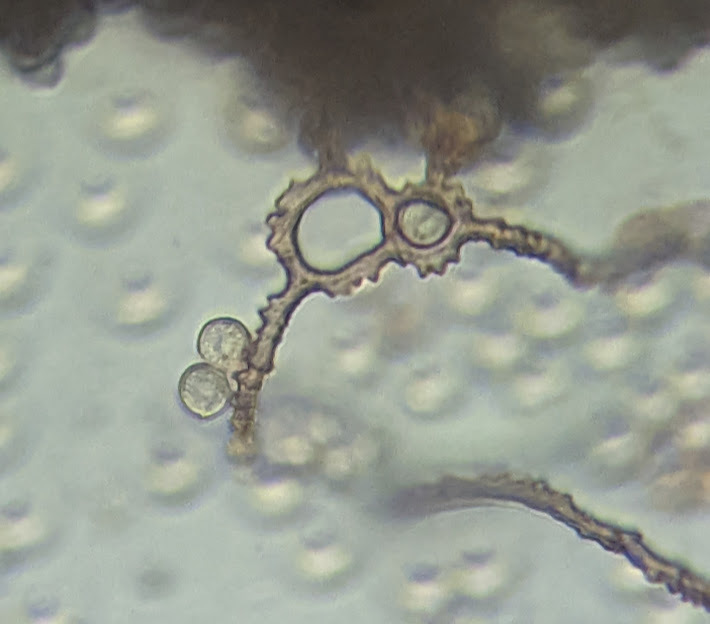
Sporen en capillitia